# Ljudevit Bencetić
Ljudevit Bencetić (Zagreb 26. prosinca 1910. – Mainz Kastel, 1980-ih), hrvatski pilot, zračni as sa 16 priznatih i 2. nepriznate pobjede. 

## Životopis
Rođen je 26. prosinca 1910. u Zagrebu. Časnikom 7. Zrakoplovne pukovnije Kraljevine Jugoslavije postaje, nakon što je završio nastavu u Mostaru 1930., a vojni pilot 1932. godine. U prosincu 1940., je promaknut u čin poručnika. Na početku Travanjskog rata, Benecetić ne zauzima poziciju za let, već se svibnju 1941. pridružuje Zrakoplovstvu NDH i biva prebačen u Hrvatsku zrakoplovnu legiju u srpnju s činom nadporučnika. Pilotirao je lovcem Messerschmidt BF109. Tijekom svoje prve borbe sa zrakoplovnom legijom (Kroaten-Staffeln 15./JG52), dobiva 14 potvrđenih pobjeda i jednu nepotvrđenu. A u drugoj borbi je ostvario još jednu dodatnu pobjedu i jednu nepotvrđenu. Do kraja 1943. godine završio je oko 250 misija. Od srpnja do rujna 1943. služio je kao instruktor na Jagdgeschwaderu 104 u Fürthu. Godine 1943. u prosincu imenovan je za zapovjednika 3. (Kroat)./JGR 1 (koja je kasnije preimenovana 3./JGr Kro). Bencetić je unaprijeđen u kapetana sljedeće veljače. U rujnu 1944., nakon rasformiranja većine hrvatskih zračnih snaga Legije, biva dodijeljen 5. zračnoj bazi u Zrakoplovnoj Bazi Zalužani. Tu je sudjelovao u 3 zračne misije protiv partizana, a kasnije i na borbama na tlu. Bencetić je bio zadnji pilot koji je osvojio zračnu pobjedu u Drugom svjetskom ratu za Zrakoplovstvo NDH kada je kao zapovjednik 2. lovačkog jata oborio North American P-51 Mustang 23. travnja 1945. istočno od Zagreba. Nakon rata Bencetić bježi u Austriju, ali je izručen od strane britanske vlade i suđeno mu je na vojnom sudu u Zagrebu. Amnestiran je u kolovozu 1945. nakon čega se preselio u Njemačku, gdje je bila njegova supruga, bivša Luftwaffe pomoćnica, Hella Stampa. Ljudevit Bencetić uredno je promijenio ime u Ludwig Stamp i umro kasnim 1980-im u Mainz Kastelu (Njemačka).